# Oberstudienrat (Deutschland)
Oberstudienrat (OStR) ist eine Amtsbezeichnung im Schuldienst in Deutschland. Als Beamter gehört er dem höheren Dienst an und wird nach Besoldungsgruppe A 14 besoldet. Eine vergleichbare Amtsbezeichnung des öffentlichen Dienstes in der Verwaltung ist der Oberregierungsrat.

## Aufgabenprofil und Auswahlverfahren
Der Oberstudienrat stellt im höheren Schuldienst (Gymnasien, Gesamtschulen und berufsbildende Schulen) das erste Beförderungsamt nach der Ernennung zum Studienrat dar. Während bis in die 1980er Jahre diese Beförderung meist als Regelbeförderung automatisch nach einer bestimmten Dienstzeit stattfand, ist sie heute in fast allen Bundesländern mit der Übernahme zusätzlicher Aufgaben in der Leitung oder Verwaltung der Schule verbunden. Welche Aufgaben das sind, hängt vom Dienstherrn oder vom Vorgesetzten ab, typische Beispiele sind Oberstufenberater, Fachobschaft oder Bildungsgangsleiter an einem Berufskolleg. Die Aufgaben eines Klassenlehrers definieren hingegen keine Funktionsstelle.
Im Vorfeld der Beförderung zum Oberstudienrat wird ein Bewerbungsverfahren durchgeführt, auf das sich interessierte Studienräte bewerben können. Der Vorgesetzte legt vorab Bewertungsmerkmale wie Unterrichtsbesuche, didaktische Ausarbeitungen oder eine mündliche Prüfung zum künftigen Amt fest, anhand derer die Eignung der Bewerber beurteilt werden soll. In einigen Bundesländern werden Oberstudienratsstellen als Funktionsstellen bezeichnet, andernorts wird auch vom mittleren Schulmanagement gesprochen. Funktionsstellen sind Stellen mit Leitungsfunktion, die der Oberstudienrat aber nicht in allen Bundesländern innehat.
Im Jahr 2014 waren etwa 20 Prozent der Beamten auf Lebenszeit im höheren Schuldienst Oberstudienräte. In den folgenden Jahren wurde die Quote im Zuge von Sparmaßnahmen deutlich abgesenkt. Das nächsthöhere Beförderungsamt ist Studiendirektor.

## Abweichungen in Bayern
In Bayern stellt die Ernennung zum Oberstudienrat sowohl an Gymnasien als auch an beruflichen Schulen bis heute eine funktionslose Beförderung dar; dabei handelt es sich aber um keine Regelbeförderung, da eine Beförderung mit einer schlechten Beurteilung ausgeschlossen ist. Mit der schlechtesten Note ist sogar das Aufsteigen in die nächste Stufe blockiert. Ein Anrecht auf eine Beförderung nach A 14 gibt es nach dem Bayerischen Leistungslaufbahngesetz (LlbG) nicht und findet nur statt, wenn auch entsprechende Stellen im Haushalt zur Verfügung stehen. Somit konkurrieren Studienräte mit ihren Leistungen untereinander um eine Beförderung zum Oberstudienrat.
Die entsprechende Bezeichnung für unbefristet angestellte Lehrer an einer öffentlichen Schule lautet in Bayern Oberstudienrat im Beschäftigungsverhältnis (OStR i. BV), an einer privaten Schule Oberstudienrat im Privatschuldienst (OStR i.P.) bzw. an einer kirchlichen Schule als Kirchenbeamter Oberstudienrat im Kirchendienst (OStR i.K.).

## Ehrentitel in der DDR
In der Deutschen Demokratischen Republik waren Oberlehrer, Studienrat, Oberstudienrat usw. keine Amtsbezeichnungen, sondern verliehene Ehrentitel.